# Дума городского округа Самара

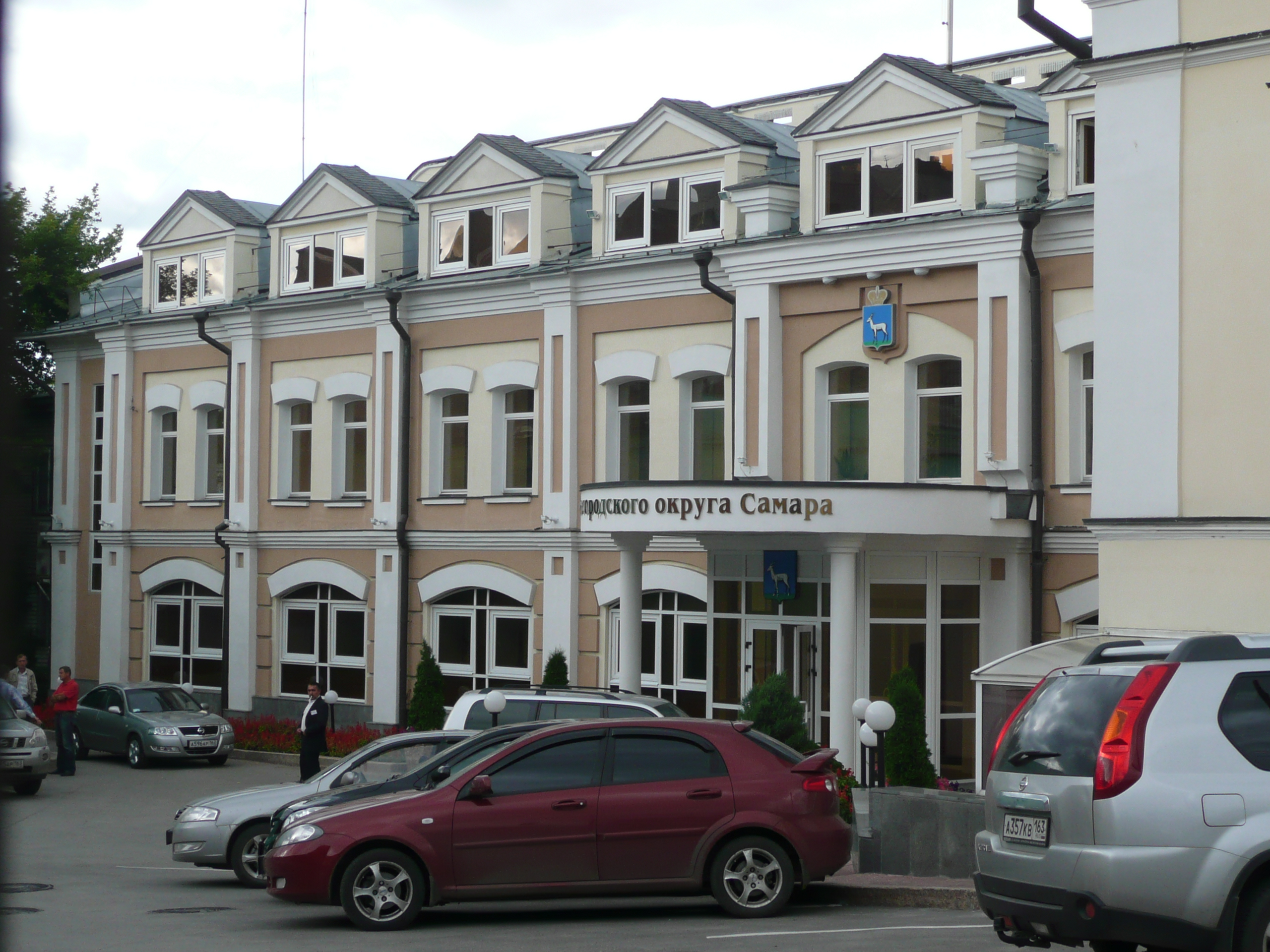
Здание Думы городского округа Самара

Дума городского округа Самара — представительный орган местного самоуправления городского округа Самара. Состоит из 37 депутатов, избираемых из представительных органов внутригородских районов сроком на 5 лет.
Образована в 1994 году. По уставу города обладает правами юридического лица.

## История
Создание органов городского самоуправления в России началось с подписания Екатериной II в 1785 году «Грамоты на права и выгоды городам Российской империи». Этот законодательный акт учреждал выборные органы городского населения, которое делилось на 6 разрядов: «городские обыватели» (городские домовладельцы и землевладельцы), купцы, цеховые ремесленники, иногородние и иностранные гости, «именитые граждане», посадские (с конца XVIII в. - мещане). Согласно жалованной грамоте, каждый из вышеназванных разрядов выбирал депутатов в Общую думу. Общая дума избиралась на 3 года, она имела свой постоянно действующий исполнительный орган, так называемую Шестигласную думу (в городах губернского уровня). По штату 1835 года (для уездных городов) Самарская дума состояла из 4 гласных, а с 1852 года ей было разрешено избрание 6 гласных «по примеру прочих губернских городов империи».
В 1870 г. в Самаре была создана структура городского самоуправления, состоящая из городской думы и городской управы, просуществовавшая до 1917 г. Замещение должностей в органах городского самоуправления происходило путем выборов раз в 4 года. Выборы в городскую думу проводились по трем избирательным съездам — крупных, средних и мелких налогоплательщиков. Каждая из этих трех групп выбирала треть состава городской думы. Первая Самарская городская дума состояла из 72 гласных (депутатов: купцов - 57, дворян и чиновников - 9, мещан 4, один казак и один священник; состав второй думы: купцов - 39, дворян и чиновников - 11, мещан - 20, один крестьянин и один студент).
Городская дума являлась распорядительным органом. Она избирала из своего состава исполнительный орган (городскую управу) в составе Городского головы и членов управы. Городской голова возглавлял и городскую думу, и управу и координировал работу этих органов. Контроль за деятельностью городских органов самоуправления осуществлял специальный орган — губернское по городским делам присутствие под председательством губернатора. От последнего зависело и утверждение избранных на городские должности депутатов. 17 из 28 пунктов Городского положения, перечислявших функции городских дум, требовали «непременного» утверждения Министерства внутренних дел, губернатора и присутствия.
До 1883 года заседания думы проходили в арендованных помещениях, а затем городские власти приобрели одноэтажное каменное здание П. В. Тареева по улице Дворянской (современный адрес: ул. Куйбышева, 48).
Самарская городская дума была упразднена постановлением V губернского крестьянского съезда, состоявшегося в январе 1918 г. В период белочешского мятежа, с июня по октябрь 1918 г., городская дума возобновляла свою деятельность, но после вытеснения чешских соединений из Поволжья окончательно прекратила свое существование.
В 1918—1993 годах в период советской власти действовал сначала Совет солдатских, рабочих и крестьянских депутатов, затем Куйбышевский городской Совет народных депутатов, являвшийся представительным и исполнительным органом власти одновременно. В качестве исполнительного и распорядительного органа избирал исполнительный комитет, возглавлявшийся председателем.

## Самарская городская дума (с 1994)
27 марта 1994 года состоялись выборы в Самарскую городскую думу 1-го созыва, на 18 депутатских мест, избираемых по одномандатным избирательным округам.
В 2015 году город Самара был наделён статусом городского округа с внутригородским делением на районы. В связи с этим городская дума стала избираться из числа муниципальных депутатов представительных органов районов (районных советов депутатов). Срок полномочий был установлен в 2,5 года, количество депутатов  — 41 человек.
После проведения выборов в районные советы депутатов в городскую думу 6-го созыва было делегировано 36 депутатов от «Единой России», 2 депутата от КПРФ и по одному депутату от ЛДПР, «Справедливой России» и «Родины».
В 2019 году решением Самарской губернской думы норма представительства внутригородских районов в совете была изменена. При этом общее число депутатов было сокращено до 37 человек.
После проведения выборов районных депутатов в городскую думу 7-го созыва было делегировано 29 депутатов от «Единой России», 3 депутата от КПРФ, по 2 депутата от «Справедливой России» и ЛДПР и 1 депутат от «Родины».
| Район           | 2015—2019 | с 2019 |
| --------------- | --------- | ------ |
| Промышленный    | 9         | 8      |
| Кировский       | 8         | 7      |
| Советский       | 6         | 5      |
| Октябрьский     | 4         | 4      |
| Железнодорожный | 4         | 3      |
| Красноглинский  | 3         | 3      |
| Куйбышевский    | 3         | 3      |
| Ленинский       | 2         | 2      |
| Самарский       | 2         | 2      |

## Полномочия думы
Полномочия думы установлены п. 4 ст. 23 Устава городского округа Самара.
Депутаты городской думы осуществляют свои полномочия в соответствии с требованием Закона Самарской области от 10.07.2008 № 67-ГД «О гарантиях осуществления полномочий депутата, члена выборного органа местного самоуправления, выборного должностного лица местного самоуправления в Самарской области».

## Председатели думы
| № | Ф. И. О.                      | В должности | В должности     | Должность                                                                                        |
| № | Ф. И. О.                      | Начало      | Окончание       | Должность                                                                                        |
| - | ----------------------------- | ----------- | --------------- | ------------------------------------------------------------------------------------------------ |
| # | Титов Константин Алексеевич   | 1990 год    | 1991 год        | Председатель Куйбышевского городского Совета народных депутатов                                  |
| # | Иванов Александр Николаевич   | 1991 год    | 1993 год        | Председатель Самарского городского Совета народных депутатов                                     |
| 1 | Сысуев, Олег Николаевич       | 1994 год    | 1997 год        | Глава администрации города Самара с должностными функциями председателя Самарской городской думы |
| 2 | Лиманский, Георгий Сергеевич  | 1997 год    | 2004 год        | Глава городского округа Самара с должностными функциями председателя Самарской городской думы    |
| 3 | Ильин Виталий Александрович   | 2004 год    | 2010 год        | Депутат, председатель Самарской городской думы                                                   |
| 4 | Фетисов, Александр Борисович  | 2010 год    | 2015 год        | Глава городского округа Самара с должностными функциями председателя Самарской городской думы    |
| 5 | Андриянова Галина Геннадьевна | 2015 год    | 2018 год        | Депутат совета Железнодорожного внутригородского района, председатель думы г.о. Самара           |
| 6 | Дегтев Алексей Петрович       | 2018 год    | настоящее время | Депутат совета Октябрьского внутригородского района, председатель думы г.о. Самара               |